# Diana Duarte
Pour les articles homonymes, voir Duarte.
Diana Duarte Alecrim est une joueuse brésilienne de volley-ball née le 22 février 1999 à Barueri, dans l'État de São Paulo. Elle a remporté avec l'équipe du Brésil la médaille de bronze du tournoi féminin aux Jeux olympiques d'été de 2024, organisés à Paris.